# Vásárosmiske
Vásárosmiske é um município da Hungria, situado no condado de Vas. Tem 13,42 km² de área e sua população em 2015 foi estimada em 355 habitantes.